# Capim Branco
Capim Branco is een gemeente in de Braziliaanse deelstaat Minas Gerais. De gemeente telt 9.155 inwoners (schatting 2009).

## Aangrenzende gemeenten
De gemeente grenst aan Esmeraldas, Matozinhos, Prudente de Morais en Sete Lagoas.